# La Herrería (Cantabria)
La Herrería es una localidad del municipio de Rionansa (Cantabria, España). Tiene una población de 10 habitantes (INE 2008). La localidad se encuentra a 120 metros de altitud sobre el nivel del mar, y a seis kilómetros y medio de la capital municipal, Puentenansa. 
- Datos: Q5963770
- Multimedia: La Herrería (Cantabria) / Q5963770